# Age of Wonders (seria)
Age of Wonders – seria strategicznych gier turowych z elementami gier fabularnych stworzona przez holenderskie studio Triumph Studios na komputery osobiste z systemami Windows. Składa się z trzech części wydanych w okresie 1999–2003 przez Gathering of Developers i Take-Two Interactive oraz Age of Wonders III wydanej niezależnie w 2014 roku.
Akcja serii rozgrywa się w świecie fantasy zwanym Evermore. Pierwsze trzy części posiadają dwuwymiarową grafikę izometryczną, natomiast czwarta przedstawiona jest za pomocą trójwymiarowej. Rozgrywka dzieli się na dwie części: jedna polega na kierowaniu bohaterem po mapie, odkrywaniu nowych terenów i rozbudowywaniu miast, druga to taktyczny ekran bitew toczonych z przeciwnikami. Wraz z postępami w rozgrywce postać gracza zyskuje poziomy doświadczenia oraz nowe umiejętności, czary i przedmioty.

## Gry z serii
| Gra                                     | GameRankings | Metacritic |
| --------------------------------------- | ------------ | ---------- |
| Age of Wonders                          | 82,25%       | —          |
| Age of Wonders II: Tron Czarnoksiężnika | 83,46%       | 86/100     |
| Age of Wonders: Magia Cienia            | 83,59%       | 92/100     |
| Age of Wonders III                      | 81,71%       | 82/100     |

### Age of Wonders
Premiera pierwszej części serii nastąpiła 11 listopada 1999 roku. Została wyprodukowana przez Triumph Studios we współpracy z Epic Games oraz wydana przez Gathering of Developers w Stanach Zjednoczonych i Take-Two Interactive w Europie. Gracz, wcielając się w dowódcę jednej z dwunastu różnych ras, rozgrywa kampanię fabularną z różnymi zakończeniami. W produkcji występuje możliwość gry wieloosobowej dla maksymalnie dwunastu osób w trybach hot seat, PBeM, przez sieć LAN lub Internet. Do gry udostępniono edytor poziomów.

### Age of Wonders II: Tron Czarnoksiężnika
Tron Czarnoksiężnika (ang. The Wizard’s Throne) to bezpośrednia kontynuacja Age of Wonders wydana 12 czerwca 2002 roku. Gracz staje ponownie na czele jednej z 12 dostępnych ras i wciela się w rolę czarodzieja władającego jedną z siedmiu sfer magii. Gra wieloosobowa została ograniczona do ośmiu graczy. Do gry udostępniono edytor poziomów.

### Age of Wonders: Magia Cienia
Magia Cienia (ang. Shadow Magic) zadebiutowała 22 lipca 2003 roku. Do poprzednich dwunastu ras dodano trzy nowe. Oprócz edytora poziomów w grze obecny jest generator losowych map.

### Age of Wonders III
Czwarta część serii została zapowiedziana 6 lutego 2013 roku i ukazała się 31 marca 2014 roku. W produkcję gry zaangażował się Markus Persson, który zaoferował twórcom pomoc finansową. Została wydana w dystrybucji cyfrowej za pomocą serwisów Steam i GOG.com, w wybranych krajach pojawiły się także wydania pudełkowe. W Polsce jej dystrybucją zajęła się firma Techland. Ukazały się do niej dwa dodatki – Golden Realms oraz Eternal Lords.